# The DSCA Journal
The DSCA Journal (fulde navn: The DSCA Journal – Danish Society for Central Asia's Electronic Yearbook) var Centralasiatisk Selskabs internationale elektroniske tidsskrift. Årbogen udkommer siden 2012 ikke længere, men indgår i medlemsbladet Oxus. 